# Isia alcumena
Isia alcumena là một loài bướm đêm thuộc phân họ Arctiinae, họ Erebidae.